# Подв'яззя (Ленінградська область)
Подв'яззя (рос. Подвязье) — присілок у Волховському районі Ленінградської області Російської Федерації.
Населення становить 105 осіб. Належить до муніципального утворення Усадищенське сільське поселення.

## Історія
Згідно із законом № 56-оз від 6 вересня 2004 року належить до муніципального утворення Усадищенське сільське поселення.

## Населення
| 1838 | 1862 | 1997 | 2007 | 2010 | 2017 |
| ---- | ---- | ---- | ---- | ---- | ---- |
| 61   | ↘53  | ↗95  | ↘94  | ↗100 | ↗105 |